# Phillip Cocu
Phillip John William Cocu (født 29. oktober 1970 i Eindhoven, Holland) er en tidligere hollandsk fodboldspiller og nuværende fodboldtræner.
Han spillede som midtbanespiller hos en række klubber, men huskes bedst for sine ophold hos PSV Eindhoven i Æresdivisionen, samt hos FC Barcelona i den spanske La Liga. Han spillede seks sæsoner hos begge klubberne, og optrådte desuden for PSV's ligarivaler AZ Alkmaar og Vitesse Arnhem, samt en kort periode hos Al-Jazira Club i de Forenede Arabiske Emirater.
Cocu vandt med PSV Eindhoven hele fire hollandske mesterskaber og to pokaltitler. Med FC Barcelona var han med til at vinde La Liga i 1999 samt UEFA Super Cup i 1998.

## Landshold
Cocu nåede gennem elleve år at spille intet mindre end 101 kampe for Hollands landshold, som han debuterede for den 24. april 1996 i et opgør mod Tyskland. Han var efterfølgende en del af den hollandske trup til både EM i 1996, VM i 1998, EM i 2000, EM i 2004 samt VM i 2006. Han nåede at score ti mål for landsholdet.

## Titler
Æresdivisionen
- 1997, 2005, 2006 og 2007 med PSV Eindhoven

Hollands pokalturnering
- 1996 og 2005 med PSV Eindhoven

La Liga
- 1999 med FC Barcelona

UEFA Super Cup
- 1998 med FC Barcelona